# Josip Juratović (skladatelj)
Josip Juratović (Dubovac (Karlovac), 31. prosinca 1796. – Zagreb, 29. kolovoza 1872.), hrvatski skladatelj, orguljaš, zborovođa, crkveni glazbenik, glazbeni pedagog, tenor i katolički svećenik, franjevac. Bio je dugogodišnji regens chori zagrebačke katedrale (1825. – 1872.).

## Životopis

### Naobrazba
U rodnome Karlovcu završio je franjevačku gimnaziju te, stupivši u franjevački red 1814., zagrebačku bogosloviju, na poziv zagrebačkoga biskupa Maksimilijana Vrhovca. Za svećenika je zaređen 1820. Glazbenu poduku u sjemeništu primio je od Franje Langera, katedralnoga orguljaša. Skladanje je učio kod Juraja Karla Wisner-Morgensterna, koji mu je 1829. posvetio misu. Prema Franji Kuhaču, godinu dana u Njemačkoj izučavao je crkvenu glazbu.

### Glazbena i crkvena djelatnost
U zagrebačkoj katedrali djelovao je kao orguljaš (1823. – 1825.) i zborovođa (1825. – 1872.). U repertoar uvodi višeglasne mise, ofertorije, graduale, često u izvdebi orkestra Hrvatskoga glazbenog zavoda. Izradio je dispoziciju za orgulje F. Fochta u zagrebačkoj katedrali (1834.) i bio savjetnik pri gradnji novih orgulja E. F. Walckera (1855.). U zagrebačkome sjemeništu bio je učitelj pjevanja od 1821. do 1867. Bio je učitelj u Hrvatskom glazbenom zavodu i u glazbenom društvu bogoslova Narodno ilirsko skladnoglasja družtvo (Skladnoglasje, kasnije Vijenac), za koji sklada i piše obrade za orkestar (Ilirskoga kola Ferde Livadića, opernih uvertira i dr.), kojim ravna 1841. i 1842. U HGZ-u je bio i član ravnateljstva (1837. ili 1838. – 1868.) i odbora za rad glazbene škole. Povremeno je nastupao kao tenor, primjerice, u Requiemu Luigia Cherubinia 1835.
U Crkvi je obnašao dužnosti prebendara, počasnog prisjednika Duhovnoga stola (od 1868.), počasnog kanonika čazmanskog Kaptola i prisjednika županijskoga Sudbenoga stola u Zagrebu. Bio je počasni član HPD »Kolo«.

## Djela
Skladao je pretežno crkvenu glazbu.
- Requiem za soliste, troglasni muški zbor i orkestar, Zagreb, 1840.
- Ustanimo, bratjo mila za tenor i bas uz glasovir, Zagreb, 1841.
- Pastiru blagi za muški zbor, Zagreb, 1861.
- Poputnica za orkestar, Zagreb, 1864.
- Te Deum za muški zbor a cappella, Zagreb, 1866.
- Roma parens za dva tenora, bas i orkestar.
- Mitte pennas per stellata za muški zbor.
- Valja, bratjo, danas pevat časno za muški zbor uz orkestar.

Za četveroglasne muške zborove skladao je i tiskao Pĕsan k sv. križu, Isuse sladka spomeno, Pĕsan misijska, Uzdah k Isusu te Hvaljen budi, Isukèrste.
U rukopisu su očuvani Veni Sancte Spiritus za muški zbor i orgulje (1842. – 1843.), arija Lazimeh (Braćo draga, čujte sad) za tenor i orkestar, Te Deum za tenor, bariton, bas i orgulje (1842. – 1843.), Tantum ergo za muški četveropjev, Kerstjanom na nebu steć za dva tenora i bas, Oče, nebeski Bože za dva tenora i bas i Pomiluj me, o Bože za muški četveropjev.
Dvadesetak kraćih skladbi objavljeno je u Sbirci crkvenih četverospjevah (Zagreb, 1865.), kojoj je bio urednik. U njoj je objavio i sedam adventskih popijevki na latinske tekstove iz zbornika Cithara octochorda koje je priredio za četveroglasni muški zbor i orgulje, prvi pobudivši zanimanje za taj zbornik. Obrade su postumno objavljene i u Svetoj Ceciliji pod naslovom Cantica adventualia de Beata Virgine Maria (1930.) i u Hrvatskom crkvenom kantualu (Zagreb, 1934.).